# Полет 211 на „US-Бангла Еърлайнс“
Полет 211 на „US-Бангла Еърлайнс“ е редовен международен пътнически полет от международното летище „Хазрат Шахджалал“, Дака, Бангладеш, до международното летище „Трибхуван“, Катманду, Непал, управляван от „US-Бангла Еърлайнс“. На 12 март 2018 г. самолетът „Бомбардие Q400“, който изпълнява полета, се разбива и възпламенява при кацане на летището в Катманду, което причинява смъртта на 51 от общо 71 пътници и екипаж на борда на машината. 20-те пътници, които оцеляват, са тежко ранени от удара и пожара. Към август 2025 г. това е най-смъртоносната авиационна катастрофа с бангладешка авиокомпания и най-смъртоносният инцидент с „Бомбардие Даш 8 Q400“.
Малко след инцидента местна информационна агенция публикува видеоклип, заснет от жители на Катманду, на който се вижда как самолетът лети много ниско в близост до летището. В началото на 2019 г. в социалните медии се появява второ видео, което показва кадри от летището, където машината се разминава с няколко сгради и паркирани самолети, както и последните моменти от полета.
Комисия, назначена от правителството на Непал, разследва инцидента и заключава, че вероятната причина за катастрофата е дезориентация на пилота и загуба на ситуационна осведоменост на екипажа. Докладът е критикуван от авиокомпанията и от представителя на Бангладеш в комисията, който смята, че авиодиспечерите на международното летище „Трибхуван“ не свършват правилно своята работата и не могат да предотвратят инцидента.